# Kathedraal van Portsmouth
De kathedraal van Thomas van Canterbury (Engels: Cathedral Church of St Thomas of Canterbury), kortweg de kathedraal van Portsmouth, is een anglicaanse kathedraal in het Engelse Portsmouth. De kathedraal is de zetel van de bisschop van Portsmouth. Naast deze anglicaanse kathedraal staat er ook de rooms-katholieke kathedraal van Sint-Johannes de Evangelist in de stad.

## Geschiedenis
Rond het jaar 1180 gaf een rijke Normandische koopman land aan Augustijner kanunniken, waarop zij een kapel moesten bouwen te ere van Thomas Becket, die ongeveer tien jaar eerder was gestorven als martelaar. De kapel zou vervolgens uitgroeien tot parochiekerk en zelfs tot kathedraal, hoewel er van dit oorspronkelijke gebouw niet veel is overgebleven.
In de loop van de tijd zouden er steeds aanpassingen aan de kathedraal zijn, waardoor er verschillende stijlen vertegenwoordigd zijn in de kathedraal. Tijdens de Engelse Burgeroorlog werd de kerk gebruikt als uitkijkpost. De kerk zou beschadigd raken tijdens de oorlog, waardoor er tussen 1683 en 1693 herstelwerkzaamheden noodzakelijk waren.
In 1927 werd de kerk prokathedraal van het nieuwe bisdom Portsmouth. Daarop werd de kathedraal uitgebreid. Het uitbreken van de Tweede Wereldoorlog zou er echter voor zorgen dat de werkzaamheden stil kwamen te liggen. De kathedraal raakte licht beschadigd tijdens de oorlog, aan de ramen en het dak. Pas in de jaren 90 werden de uitbreidingswerken aan de kathedraal opnieuw gestart.